# 索尼娅·格赖纳赫
索尼娅·格赖纳赫（德語：Sonja Greinacher，1992年7月1日—），生于埃森，德国女子篮球运动员。她曾代表德国参加2024年夏季奥林匹克运动会三人篮球比赛，获得一枚金牌。